# Herberg Zeeburg

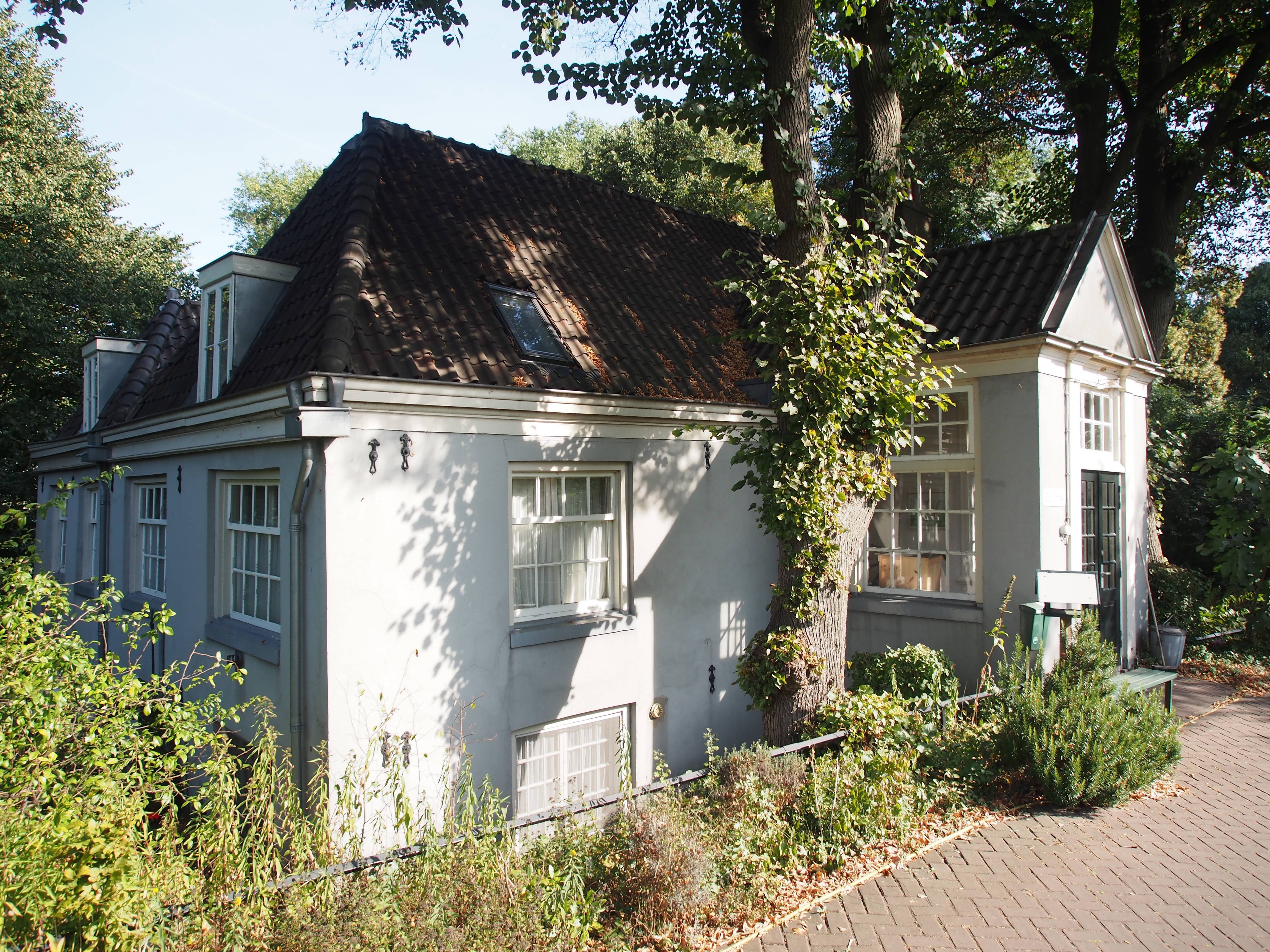
Herberg Zeeburg, Zeeburgerdijk

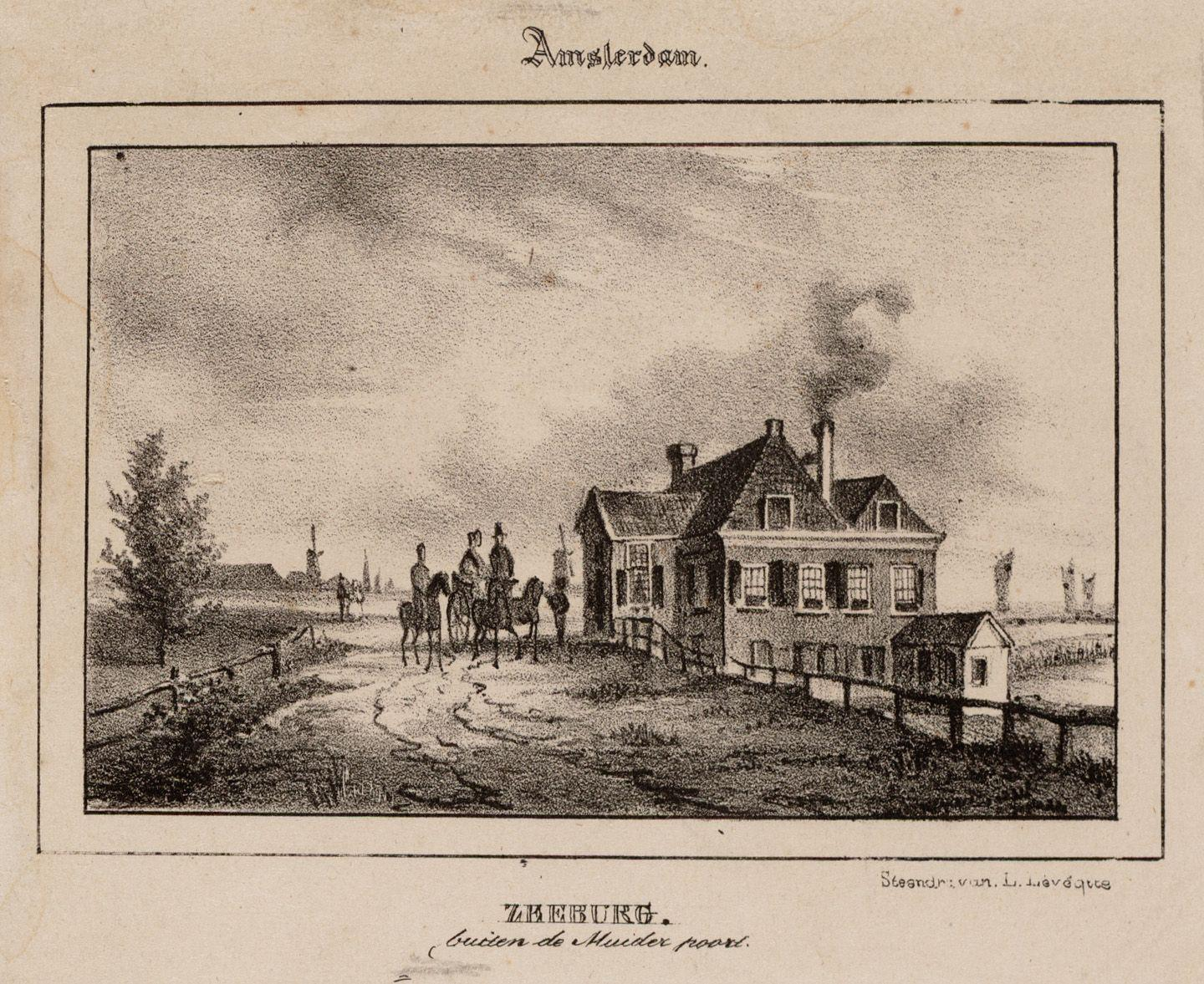
Herberg Zeeburg omstreeks 1878, litho van Louis Lévèque, in het verschiet links molens en de stad

Herberg Zeeburg is een voormalige herberg in Amsterdam-Oost. De herberg werd in 1675 gebouwd op destijds nog Diemens grondgebied nabij Fort Zeeburg. Bij de herberg konden schepen aanleggen aan de zogenaamde "Mosselsteiger". Er ontstond een levendige handel in vee, dat er werd ontscheept en soms vetgemest, en in vis. De herberg bezat stallen, schuren, een hooiberg en later een aanlegplaats voor de havenstoomvaartdienst. Het huidige aanzien kreeg de herberg in 1766. In de tweede helft van de 19e eeuw werd er een zestal badhuisjes geplaatst maar dat bleek geen succes. Daarnaast vonden er ook paardenrenwedstrijden plaats. In 1887 verdween de veehandel naar de toen nieuwe Veemarkt. In 1896 kwam de herberg door annexatie van het grondgebied van Diemen, voor de bouw van de Indische buurt, op Amsterdams grondgebied te liggen. Tot 1915 bleef het gebouw als herberg in gebruik.
Daarna werd het gebouw onderdeel van het Gemeentelijk Quarantaine Station, later genaamd Quarantaine Inrichting Zeeburg, samen met een villa en een tiental barakken. In de villa zetelde de directie en in de herberg bevond zich het kantoor. In de jaren dertig kwam het complex, en dus ook de herberg, leeg te staan. In de barakken werden toen vluchtelingen opgevangen.
Na 1945 werd in het complex het Noodziekenhuis Zeeburg gevestigd; de herberg werd het kantoor. In 1975 werd het noodziekenhuis door de komst van het Slotervaartziekenhuis overbodig en verdwenen de barakken. De vroegere herberg bleef echter gespaard als rijksmonument en bestaat nog steeds. De buitenzijde verkeert nog min of meer in oorspronkelijke staat, maar in het pand zijn na renovatie woningen gevestigd, waarmee de indeling volledig veranderde. Het is het oudste gebouw van de Indische Buurt.